# Johnny Leach
Johnny Leach, född 20 november 1922 i Mile End i östra London, död 5 juni 2014, var en brittisk bordtennisspelare. Han deltog i 13 världsmästerskap och blev singelmästare två gånger. 
Under sin karriär tog han 16 medaljer i bordtennis-VM, varav 3 guld, 5 silver och 8 brons.
1966 tilldelades han MBE titeln av Elizabeth II.

## Privatliv
Johnny Leach var gift med Daisy, som han hade två söner med.

## Hall of Fame
- 1997 valdes han in i International Table Tennis Foundation Hall of Fame.

## Meriter
- Bordtennis-VM
  - 1947 i Paris
    - 3:e plats singel
    - 2:a plats dubbel (med Jack Carrington)

  - 1949 i Stockholm
    - 1:a plats Singel
    - 3:e plats mixed dubbel (med Margaret Franks)
    - 3:e plats med det engelska laget

  - 1950 i Budapest
    - 3:e plats med det engelska laget

  - 1951 i Wien
    - 1:a plats Singel
    - 3:e plats dubbel (med Jack Carrington)
    - 3:e plats mixed dubbel (med Diane Rowe)
    - 4:e plats med det engelska laget

  - 1952 i Bombay
    - 2:a plats dubbel (med Richard Bergmann)
    - 2:a plats mixed dubbel (med Diane Rowe)
    - 2:a plats med det engelska laget

  - 1953 i Bukarest
    - 2:a plats dubbel (med Richard Bergmann)
    - 1:a plats med det engelska laget

  - 1954 i London
    - 3:e plats med det engelska laget

  - 1955 i Utrecht
    - Kvartsfinal i dubbel
    - 3:e plats med det engelska laget

  - 1956 i Tokio
    - Kvartsfinal i dubbel (med Richard Bergmann)
    - 5: plats med det engelska laget

  - 1957 i Stockholm
    - Kvartsfinal i mixed dubbel (med Diane Rowe)
    - 11:e plats med det engelska laget

  - 1959 i Dortmund
    - 9:e plats med det engelska laget

  - 1961 i Peking
    - 4:e plats med det engelska laget

  - 1963 i Prag
    - Spelade bara dubbel

- Bordtennis-EM
  - 1960 i Zagreb
    - Kvartsfinal i dubbel

  - 1962 i Berlin
    - Sextondelsfinal i singel

- Nationella engelska mästerskapen
  - 1960 1:a plats dubbel (med Michael Thornhill), 1:a plats mixed dubbel (med Diane Rowe)
  - 1962 1:a plats mixed dubbel (med Diane Rowe)
  - 1964 1:a plats dubbel (med D.O.Craemer)

- Öppna engelska mästerskapen
  - 1951: 1:a plats dubbel (med Jack Carrington)
  - 1953: 2:a plats singel, 1:a plats dubbel (med Richard Bergmann)
  - 1960: 1:a plats dubbel (med Michael Thornhill)

- Internationella mästerskap

1950 och 1951 vann Leach de Internationella mästerskapen i Frankrike, Belgien och Wales.
- USA
  - 1950 US Open
    - 1:a plats singel

- Swedish Open Championships
  - 1955 Stockholm
    - 1:a plats dubbel (med Tage Flisberg)